# Căldăraru
Căldăraru je rumunská obec v župě Argeș, asi 100 km západně od Bukurešti. Žije zde přibližně 2 100 obyvatel. Obec se skládá ze tří částí.

## Části obce
- Căldăraru – 792 obyvatel
- Burdea – 510 obyvatel
- Strâmbeni – 762 obyvatel